# Li Zicheng
Li Zicheng (chinês: 李自成, pinyin: Lĭ Zìchéng) (22 de setembro de 1606 – Shaanxi, 1645), nascido Lĭ Hóngjī (鴻基), foi um dos maiores líderes da rebelião que destituiu a Dinastia Ming do poder em 1644 e governou a China momentaneamente como o imperador da breve dinastia Shun antes de sua morte um ano depois. Proclamou-se Chuǎng Wáng (闖王), ou "O Rei Sem Destino".